# Heinrich Rehm
Heinrich Simon Ludwig Friedrich Felix Rehm, född 20 oktober 1828 i Ederheim, död 1 april 1916 i München, var en tysk läkare och kryptogamforskare.
Rehm var medicinalråd i München och åtnjöt stort rykte för sin ingående forskning över i främsta rummet sporsäcksvamparna. Hans efterlämnade stora herbarium av dessa växter (omkring 90 000 exemplar) och dithörande bibliotek inköptes 1917 av svenska mecenater och donerades till Naturhistoriska riksmuseets botaniska avdelning. Auktorsnamnet Rehm kan användas för Heinrich Rehm i samband med ett vetenskapligt namn inom botaniken; se Wikipediaartiklar som länkar till auktorsnamnet.